# Município de Lee (condado de Carroll, Ohio)
O município de Lee (em inglês: Lee Township) é um município localizado no condado de Carroll no estado estadounidense de Ohio. No ano de 2010 tinha uma população de 1.087 habitantes e uma densidade populacional de 13,27 pessoas por km².

## Geografia
O município de Lee encontra-se localizado nas coordenadas 40° 31′ 26″ N, 80° 59′ 29″ O. Segundo a Departamento do Censo dos Estados Unidos, o município tem uma superfície total de 81.93 km², da qual 81,92 km² correspondem a terra firme e (0,01 %) 0,01 km² é água.

## Demografia
Segundo o censo de 2010, tinha 1.087 habitantes residindo no município de Lee. A densidade populacional era de 13,27 hab./km². Dos 1.087 habitantes, o município de Lee estava composto pelo 98,16 % brancos, o 0,55 % eram afroamericanos, o 0,28 % eram amerindios, o 0,28 % eram asiáticos, o 0,18 % eram de outras raças e o 0,55 % eram de uma mistura de raças. Do total da população o 0,64 % eram hispanos ou latinos de qualquer raça.